# 里奇·德莱特
里奇·德莱特（Ritchie De Laet，1988年11月28日—），是比利时足球运动员，司职后卫，現時效力比利時俱樂部安特卫普  。

## 生平

### 球會
迪拿特於2007年8月17日由比利時皇家安特卫普以初步轉會費10萬英鎊簽約加盟史篤城，為期三年。2008年7月迪拿特到般尼茅夫進行試訓，曾參加負於樸茨茅夫1-4的友誼賽，惟最後仍返回史篤城。10月獲外借到域斯咸1個月，11月1日於議會全國聯賽對刘易斯（Lewes）處子登場協助球隊以2-0獲勝。期間獲得3次上陣機會，直到他需要進行疝氣手術才終止外借。
2009年1月8日迪拿特轉投曼聯，轉會費金額需按他的表現而作出調整。加盟曼聯後迪拿特主要為預備隊上陣，上陣9場取得6勝1和2負僅失4球的良好成績。3月迪拿特成為5名超齡球員之一，隨同曼聯U18青年軍到義大利參加「拖連奴莎索羅-哥迪奧·沙斯紀念足球賽」（Torneo Calcio Memorial Claudio Sassi-Sassuolo），他上5場比賽中上陣3場，於準決賽在互射十二碼5-3擊敗摩德納（Modena）時為射入其中一球，晉級決賽的曼聯以1-0擊敗阿積士奪得冠軍。5月24日聯賽煞科戰對侯城，由於需要保留實力參加歐聯決賽，已經奪得英超冠軍的曼聯只派出二線兵出征，迪拿特首次代表一隊正選上陣，擔任左後衛，直到下半場79分鐘才因傷退下火線。
2010年9月25日迪拿特被緊急外借到後防因傷兵滿營而告急的英冠球會錫菲聯1個月，隨即在作客列斯聯的賽事下半場後補上陣，期間為球隊上陣6場。11月16日再被外借到同屬英冠的普雷斯頓，為期28日，期間正選上陣4場，獲延長借用至翌年1月4日，受天氣影響只再上陣多1場，於12月30日返回曼聯。2011年1月14日迪拿特再次收行裝，被借用到英冠球會樸茨茅夫直到球季結束，期間上陣22場。
2011年6月17日迪拿特獲外借至英超升班馬诺里奇城1個球季，由於演出不穩，加上受傷患困擾，於2012年1月18日提前結束借用，期間上陣6場聯賽及1場盃賽，於1-1賽和史篤城取得1個入球。
2012年5月16日，英冠球會莱斯特城從曼聯簽入迪拿特，轉會費金額沒有公佈，合約為期三年。

### 國家隊
迪拿特在為曼聯首次上陣後數天，即獲得比利時國家隊徵召出征麒麟盃，2009年5月29日首次上陣對智利。 

## 外部連結
- 足球数据库：里奇·德莱特的球员统计数据